# Ricardo Fortunato
Ricardo Fortunato de Oliveira (Trindade, 17 de março de 1973) é um político brasileiro filiado ao PL. Foi prefeito de Trindade de 1 de janeiro de 2009 a 31 de dezembro de 2012.

## Vida pessoal
Ricardo Fortunato nasceu em 1973 em Trindade e se ingressou na carreira política muito jovem, sendo candidato a prefeito pela primeira vez em 2000. Ele é irmão do também político Nélio Fortunato, que já se elegeu vereador de Trindade e deputado estadual por Goiás.

## Carreira política
O primeiro cargo político de Ricardo Fortunato foi como vereador de Trindade, sua cidade-natal, de 2005 a 2008. Filiado pelo Partido Liberal (PL), foi o mais votado nas eleições de 2004 com 1 031 votos. Nesta ocasião, foi presidente da Câmara.
Fortunato foi eleito prefeito de Trindade nas eleições municipais de 2008 com 22 360 votos válidos (43,50%) pelo então Partido do Movimento Democrático Brasileiro (PMDB), com Arquivaldo Bites, do Partido dos Trabalhadores (PT), como vice.
Ele terminou sua administração com alto índice de rejeição e não conseguiu ser reeleito em 2012. Após o término de seu mandato, foi alvo de investigações do Ministério Público do Estado de Goiás por superfaturamento em licitações. Em 2017, seu nome foi incluso na lista de Edson Fachin por ter recebido 500 mil reais via caixa dois da Odebrecht (atual Novonor).